# Поликуровская улица
Поликуровская улица — улица в исторической части Ялты. Поднимается от улицы Толстого и следует по склону Поликуровского холма, частично охватывая его — влево до развилки на улицы Бассейная и Мухина — вправо до Санатория морского ведомства имени Императрицы Александры Федоровны.

## История
Историческое название — Кладбищенская, дано по близ расположенному Поликуровскому (Массандровскому) кладбищу, но уже в начале XX века именовалась Поликуровской.
В конце XIX века начиналась от Массандровской (ныне — Дражинского) улицы и огибала Храм Св. Иоанна Златоуста
Вела к «Ялтинской санатории для недостаточных чахоточных больных в память Императора Александра III», устроенной на Поликуровском холме на месте, указанном одним из основоположников научной медицины в России С. П. Боткиным. В советское время там располагался НИИ медицинской климатологии и климатотерапии им. Сеченова, рядом с одним из корпусов (Боткинским) установлен бронзовый бюст великого врача.

## Достопримечательности

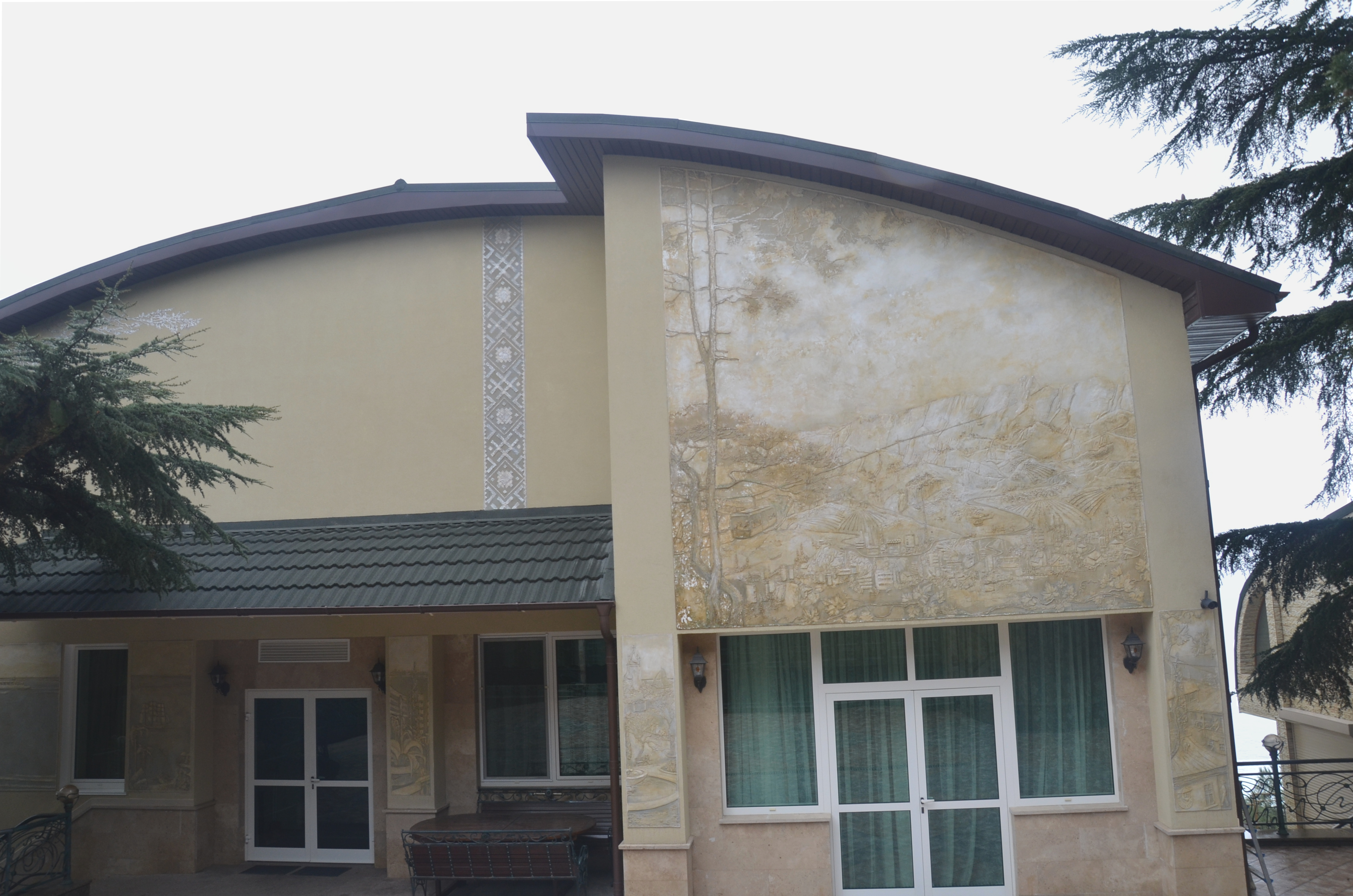

- Поликуровский мемориал. 15 его захоронений являются объектами культурного наследия. В том числе Стела в честь революционеров и деятелей культуры и науки конца XIX - начала XX века, могилы которых были разрушены в годы Великой Отечественной войны (архитектор А. Н. Зотов)  Объект культурного наследия народов РФ регионального значения. Рег. № 911711029950005 (ЕГРОКН)
- Храм Святого Иоанна Златоуста, адрес Толстого 10,  Объект культурного наследия народов РФ регионального значения. Рег. № 911711029950005 (ЕГРОКН)
- Смотровая площадка[7]
- Бюст Сергея Петровича Боткина (у д. 25)